# Vengo anch'io (film)
Vengo anch'io è un film commedia del 2018 diretta e interpretata da Nuzzo e Di Biase.

## Trama
Corrado è un assistente sociale dipendente dagli antidepressivi, direttore di una struttura che ospita ragazzi disagiati. Il giorno del compleanno di Aldo, uno dei ragazzi ospiti, un incendio scoppia nella struttura. Corrado non viene licenziato, ma viene obbligato a dimettersi. Decide, quindi, di tornare in Puglia, nel suo paese natale, per suicidarsi e Aldo, ormai maggiorenne, decide di unirsi a lui nel viaggio per farsi portare a Pescara, dove abita suo padre che lo sta aspettando.
Prima della partenza, concordano un passaggio, tramite una app, con Maria, che proprio quel giorno esce di prigione, dove aveva scontato una pena di due anni. Durante il viaggio, Corrado scopre che la donna era stata arrestata perché aveva tentato di uccidere l'uomo con cui aveva avuto una figlia vent'anni prima, e ora sta tornando in Puglia per assistere a una gara di canottaggio della figlia.
Durante una pausa, Corrado e Maria fanno l'amore e, dopo il rapporto, quest'ultima trova una vecchia foto di lui e scopre che era l'uomo con cui vent'anni prima aveva avuto una figlia ed era sparito.
Giunti a Pescara, Aldo incontra suo padre, che però si è rifatto una famiglia e non vuole che rimanga con lui, insistendo che si rifaccia una vita lontano dal meccanico di famiglia. Tornato in macchina, si chiude dentro e Corrado rivela, suscitando la rabbia di Maria, che in realtà il padre di Aldo non gli aveva mai scritto, anzi, se n'era proprio disinteressato, ma che l'assistente sociale, per non far sentire solo il ragazzo, ogni anno gli scriveva una lettera e gli faceva avere un regalo a nome del padre. Aldo, ritrovata la calma, permette a Corrado e Maria - che nel frattempo hanno vendicato Aldo, malmenando suo padre - di tornare in auto e il viaggio riprende. Corrado, per farsi perdonare, getta tutte le lettere dalla macchina in corsa.
Giunti in Puglia, Maria scopre che Lorenza, sua figlia, ha abbandonato la squadra di canottaggio, stanca delle continue prese in giro delle compagne sul fatto che sua madre fosse finita in carcere. Con l'aiuto di Corrado, che si rivela a Lorenza come suo padre, riesce a farle tornare la voglia di gareggiare.
Trafugata una canoa per l'imminente trofeo di Sant'Oronzo, Lorenza tenta di tornare dalle sue vecchie compagne di squadra, che accettano, tranne una che la caccia in malo modo per averle abbandonate il giorno di un'importante gara regionale.
Lorenza, ancora una volta spronata dalla madre, ricrea il proprio equipaggio con lei, Corrado e Aldo. La squadra è incapace di portare a termine la gara, ma Aldo, in previsione dell'evento, aveva montato un piccolo motore sulla canoa, portando la squadra alla vittoria. Durante la premiazione Lorenza rivela il trucco usato e dona la coppa alla squadra vincitrice, quella delle sue amiche, con cui si riappacifica.
La notte, durante un momento intimo, Maria e Corrado si riavvicinano e lei riesce ad accettare lui come padre di Lorenza.
La mattina Corrado è sparito, ma ha lasciato un biglietto in cui rivela di non essere il padre di Lorenza, di aver finto per darle la forza e che, viste tutte le bugie, andrà a suicidarsi. Aldo, Maria e Lorenza (che tuttavia continua a riferirsi a lui come papà) arrivano al ponte un attimo dopo che Corrado si è lanciato in mare. Accorsi alla spiaggia, lo trovano riportato a riva dalle onde ancora vivo. I quattro decidono, quindi, di unire le loro forze in una famiglia, non legata dal sangue ma dalle esperienze. Nel finale si scopre che Maria è in dolce attesa.

## Produzione

### Riprese
Il film è stato girato in varie location tra la Puglia, il Lazio e il Molise.

## Distribuzione
La pellicola è uscita nelle sale l'8 marzo 2018, distribuito da Medusa.

## Accoglienza

### Incassi
Dopo la prima settimana di programmazione il film si posiziona dodicesimo, con un incasso di 221000 €. A fine programmazione, ha incassato 303000 €.